# 872
| [ Edytuj tabelę ]          |                                         |
| Król Anglii                | - 871 Alfred Wielki 899                 |
| Hrabia Aragonii            | - 867 Aznar II Galíndez 893             |
| Hrabia Barcelony           | - 865 Bernard z Gocji 878               |
| Cesarz Bizancjum           | - 867 Bazyli I Macedończyk 886          |
| Chan Bułgarii              | - 852 Borys I Michał 889                |
| Cesarz Chin                | - 859 Tang Yizong 873                   |
| Książę Czech               | - 870 Borzywoj I 889                    |
| Władca Egiptu              | - 868 Ahmad Ibn Tulun 884               |
| Król Franków wschodnich    | - 855 Ludwik II Niemiecki 875           |
| Król Franków zachodnich    | - 843 Karol II Łysy 877                 |
| Cesarz Japonii             | - 858 Seiwa 876                         |
| Kalif                      | - 870 Al-Mu’tamid 892                   |
| Król Khmerów               | - 850 Dżajawarman III 877               |
| Patriarcha Konstantynopola | - 867 Ignacy I 877                      |
| Król Leónu                 | - 866 Alfons III Wielki 910             |
| Król Mercji                | - 852 Burgred 874                       |
| Król Nawarry               | - 851 García Íñiguez 880                |
| Król Norwegii              | - 872 Harald Pięknowłosy 930            |
| Papież                     | - 867 Hadrian II 872 - 872 Jan VIII 882 |
| Hrabia Portugalii          | - 868 Vimara Peres 873                  |
| Cesarz rzymski             | - 850 Ludwik II 875                     |
| Książę Saksonii            | - 866 Bruno 880                         |
| Król Szkocji               | - 862 Konstantyn I 877                  |
| Doża Wenecji               | - 864 Orso I Partecipazio 881           |
| Książę wielkomorawski      | - 871 Świętopełk I 894                  |

Rok 872 / DCCCLXXII
stulecia: VIII wiek ~
IX wiek ~
X wiek

lata: 862 «
867 «
868 «
869 «
870 «
871 «
872
» 873
» 874
» 875
» 876
» 877
» 882

## Wydarzenia
- 14 grudnia – Jan VIII został papieżem.
- Zjednoczenie Norwegii przez Haralda Pięknowłosego.
- Zwycięstwo wojsk bizantyjskich nad paulicjanami.

## Zmarli
- 14 grudnia – Hadrian II, papież (ur. 792)[1]
- data dzienna nieznana:
  - Chrysocheiros, przywódca paulicjan